# Porta Romana (Firenze)
Porta Romana è la porta più a sud delle mura di Firenze. Posta sulla via per Siena e per Roma, da cui il nome, vi confluiscono dal centro via Romana e via de' Serragli da piazza della Calza, rendendola un importante punto di accesso al centro della città.
La porta appare nell'elenco redatto nel 1901 dalla Direzione Generale delle Antichità e Belle Arti, quale edificio monumentale da considerare patrimonio artistico nazionale.

## Storia

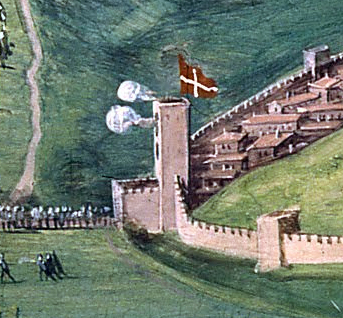
Porta romana con l'antiporto, come appare nell'affresco sullAssedio di Firenze dello Stradano

La porta fu costruita tra il 1328 e il 1331 (si vuole su progetto di Andrea Orcagna) nell'ambito dei lavori all'ultima cerchia di mura, che qui si conservano per due lunghi tratti ancora collegati all'accesso alla città. Come la maggior parte delle altre porte cittadine fu ribassata nel Cinquecento per renderla meno vulnerabile ai cannoneggiamenti, ma non venne modificata con troniere per l'artiglieria pesante, vista la presa di Siena e quindi la scarsa possibilità di attacchi da questa parte della città. Tuttavia, per la sua posizione fortemente strategica, era dotata di antiporto, che fu demolito nel XVIII secolo. 
Presso la porta fu allocato uno dei capilinea della Tranvia del Chianti, attiva fra il 1891 e il 1935 quale collegamento tra Firenze, San Casciano in Val di Pesa e Greve in Chianti.

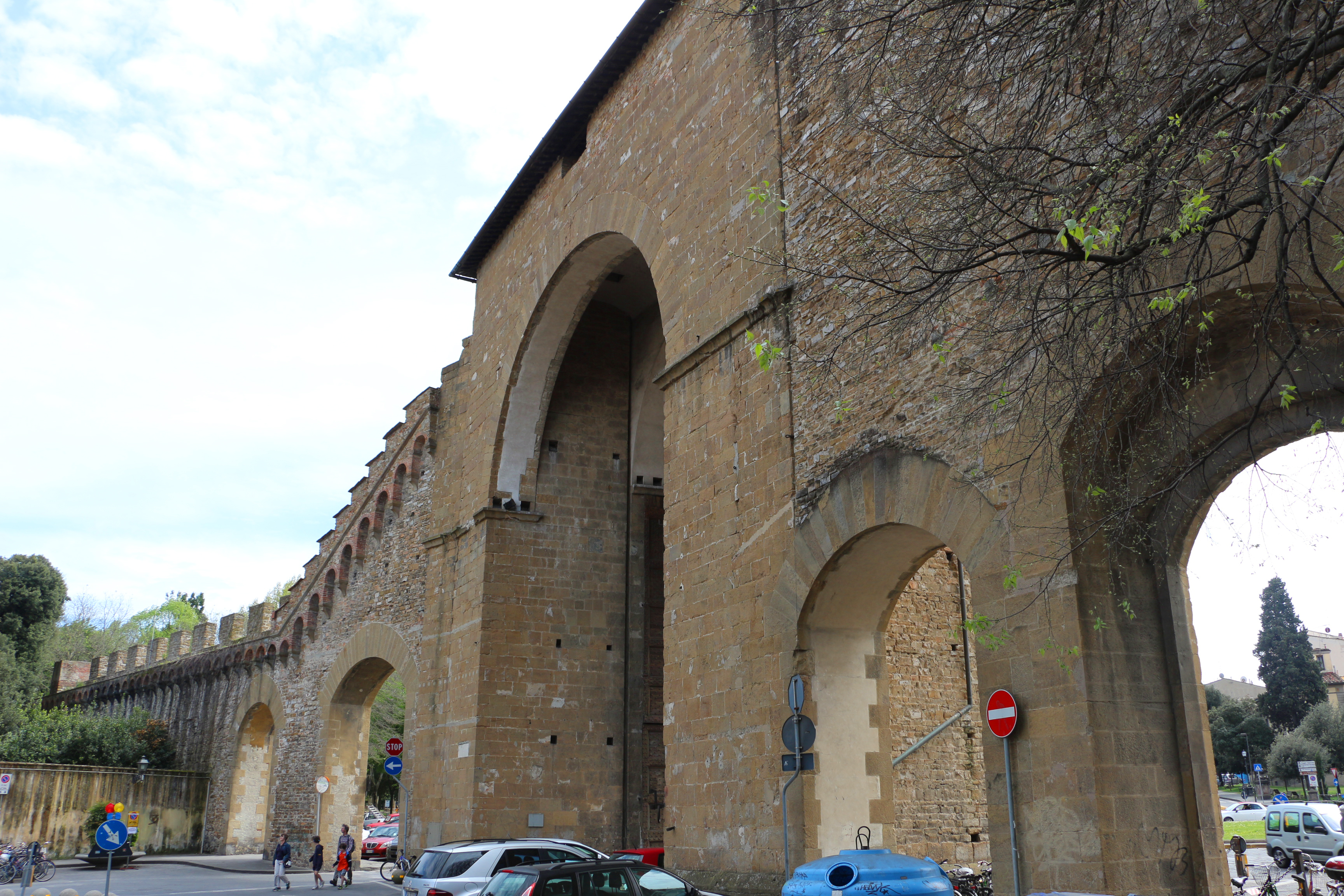
Il lato interno

Lo stato attuale è quello determinato da un intervento degli anni trenta del Novecento (con conclusione dei lavori nel 1938) promosso dal Comune e diretto dall'architetto Ezio Zalaffi (allora capo dell'Ufficio delle Belle Arti), quando il complesso fu definitivamente isolato da alcune costruzioni che vi erano addossate (in particolare un piccolo fabbricato che ospitava il corpo di guardia dei Vigili Urbani) e furono aperte quattro nuove arcate nelle mura per favorire la viabilità, ampliando parallelamente piazza della Calza. Alla fine degli anni 1990 si intervenne sui grandi battenti lignei in quercia (almeno nella struttura da considerare originali), sempre per le cure dell'Ufficio Belle Arti del Comune di Firenze, su progetto dell'architetto Giuseppe Cini e direzione dei lavori dell'architetto Claudio Cestelli.
Nel 1998, a lavori terminati, fu aperta temporaneamente una parte del tratto di mura da Porta Romana a piazza Tasso, con la possibilità di vedere la grande sala al primo piano della Porta dove alloggiavano i soldati di guardia, come belle panoramiche sul giardino di Boboli e su questa parte di Oltrarno. La possibilità di accedere ai camminamenti di ronda è stata ripetuta occasionalmente anche negli anni seguenti, soprattutto nel periodo estivo.

## Descrizione

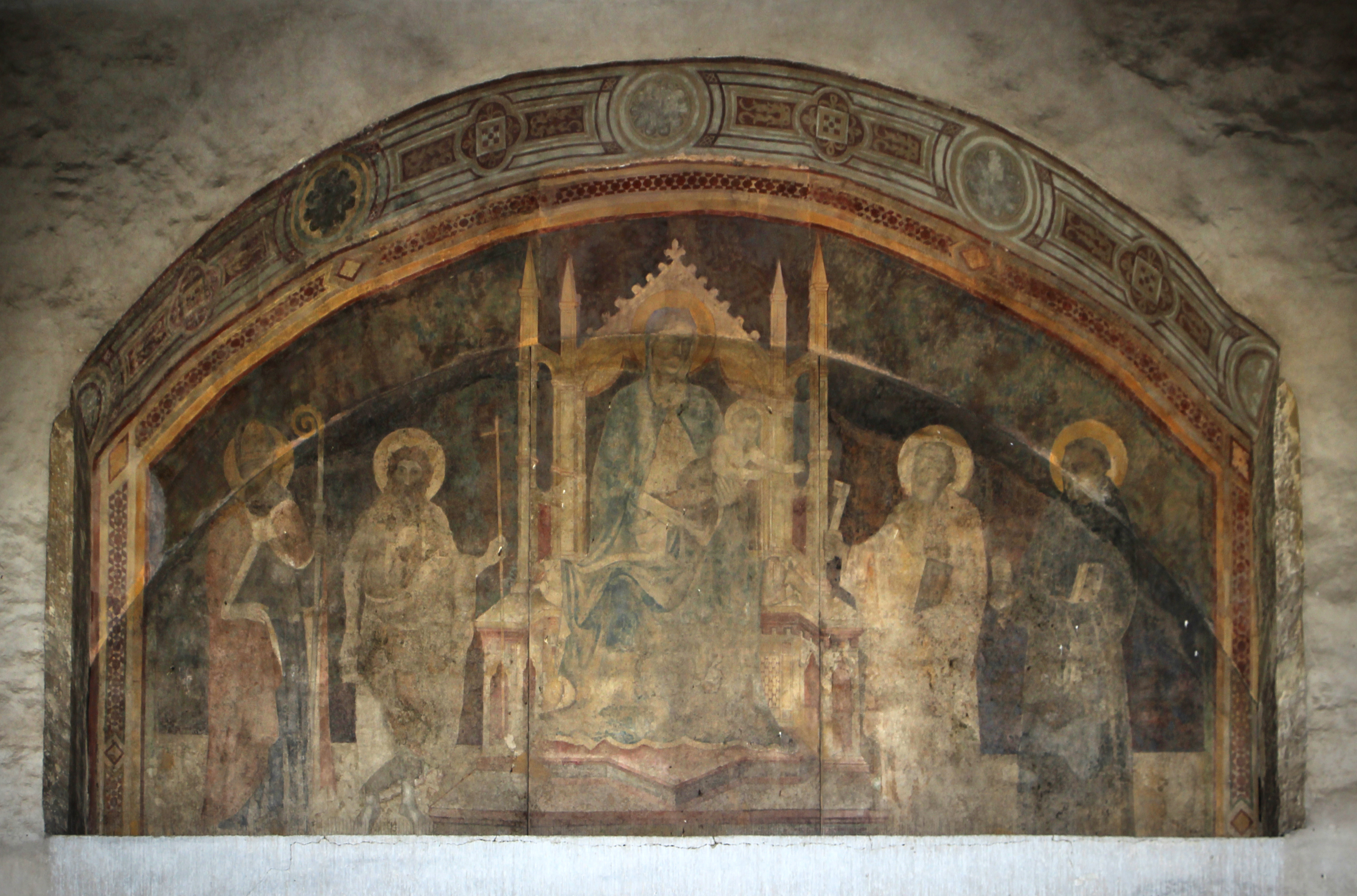
Affresco sopra al portale

È la seconda porta per ampiezza dopo porta San Frediano e come quest'ultima conserva ancora i giganteschi battenti in legno presumibilmente originali, forniti di una fitta chiodatura. Le chiavi dei battenti e l'astuccio in pelle che le conserva sono esposti oggi nella mostra sulla storia di Firenze al piano terra di palazzo Vecchio. Al Museo del Bargello sono conservate inoltre tre statue (San Pietro, Madonna col Bambino e San Paolo) attribuite a Paolo di Giovanni e provenienti verosimilmente da edicole sulla lunetta originale, demolita nel 1515 per allargare il passaggio in occasione della venuta di Leone X a Firenze. Sono in pietra serena con dorature, risalgono al 1328-1329 e nel Settecento si trovavano in una cappellina nei pressi della porta. 
Si segnalano inoltre vari ferri da cavallo e da bandiera, di diverso disegno, forse in qualche caso antichi, e nell'arcata interna un'asta a cui era appesa una catena, di fattura settecentesca. All'interno del fornice, a sinistra in basso, è un cippo moderno che indica la distanza da piazza della Signoria in Km 1,570.
Nella lunetta interna, come nella maggior parte delle altre antiche porte superstiti, a ribadire come il territorio fosse posto sotto la protezione della Vergine, è un affresco del primo Cinquecento (staccato negli anni settanta del Novecento e quindi restaurato e ricollocato nel 1992 su iniziativa del Fondo Ambiente Italiano con il contributo dell'Ente Cassa di Risparmio di Firenze) raffigurante la Madonna con il Bambino tra i santi Giovanni Battista, Zanobi, Pietro e Nicola da Tolentino, opera del Franciabigio che ricalcò uno schema trecentesco preesistente.

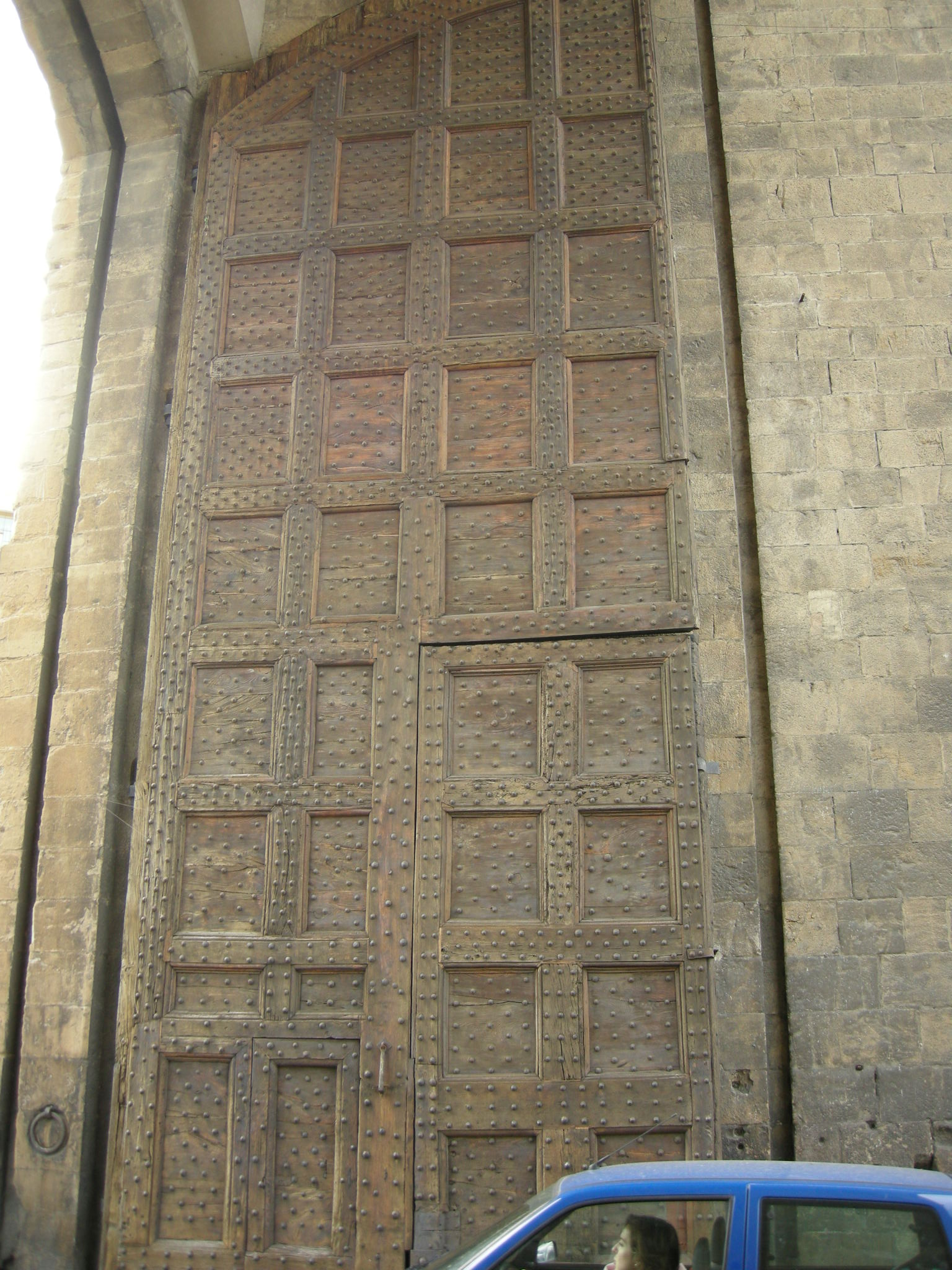
Antico battente ligneo
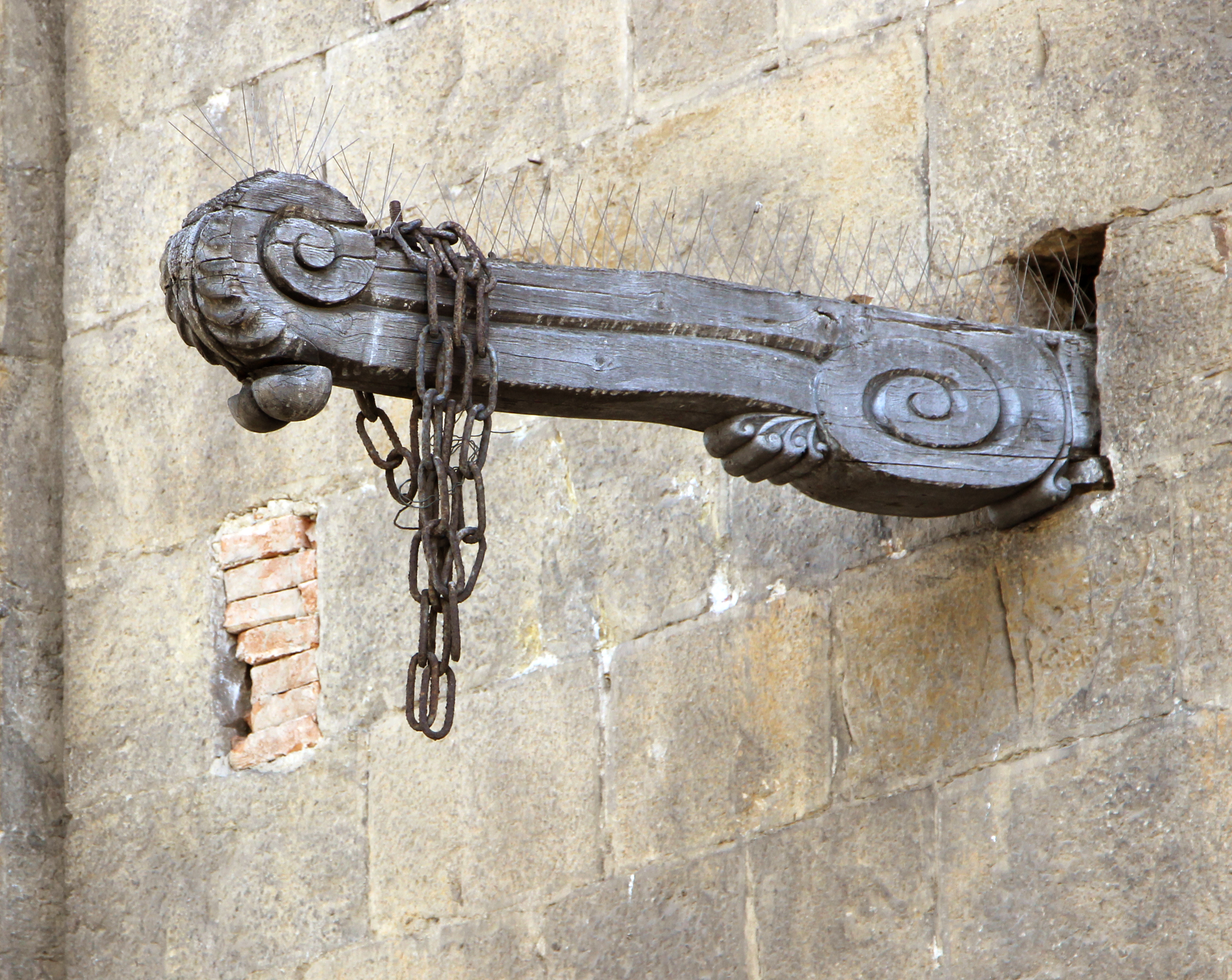
Braccio di legno
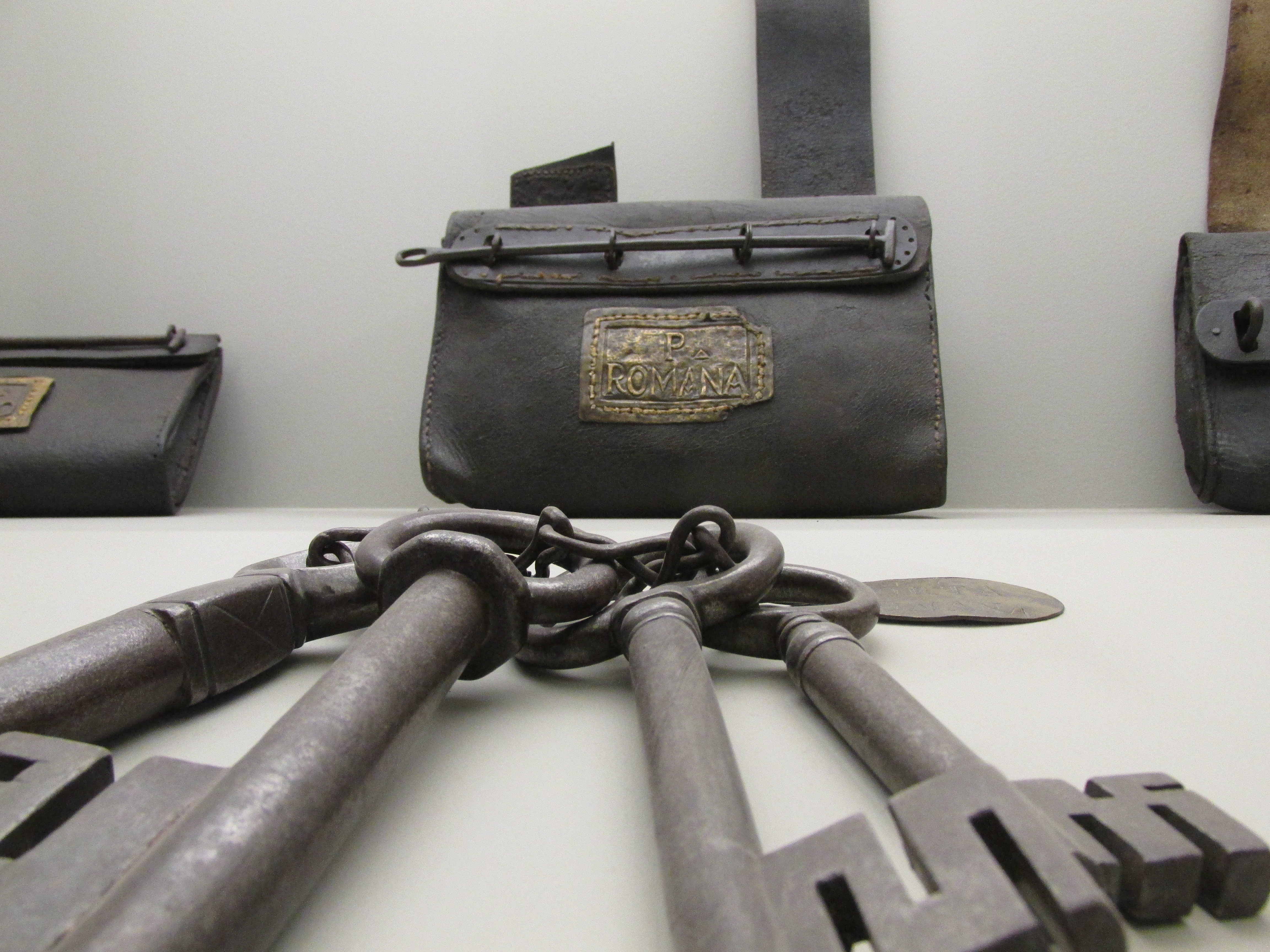
Le chiavi di Porta Romana, nel museo di Palazzo Vecchio
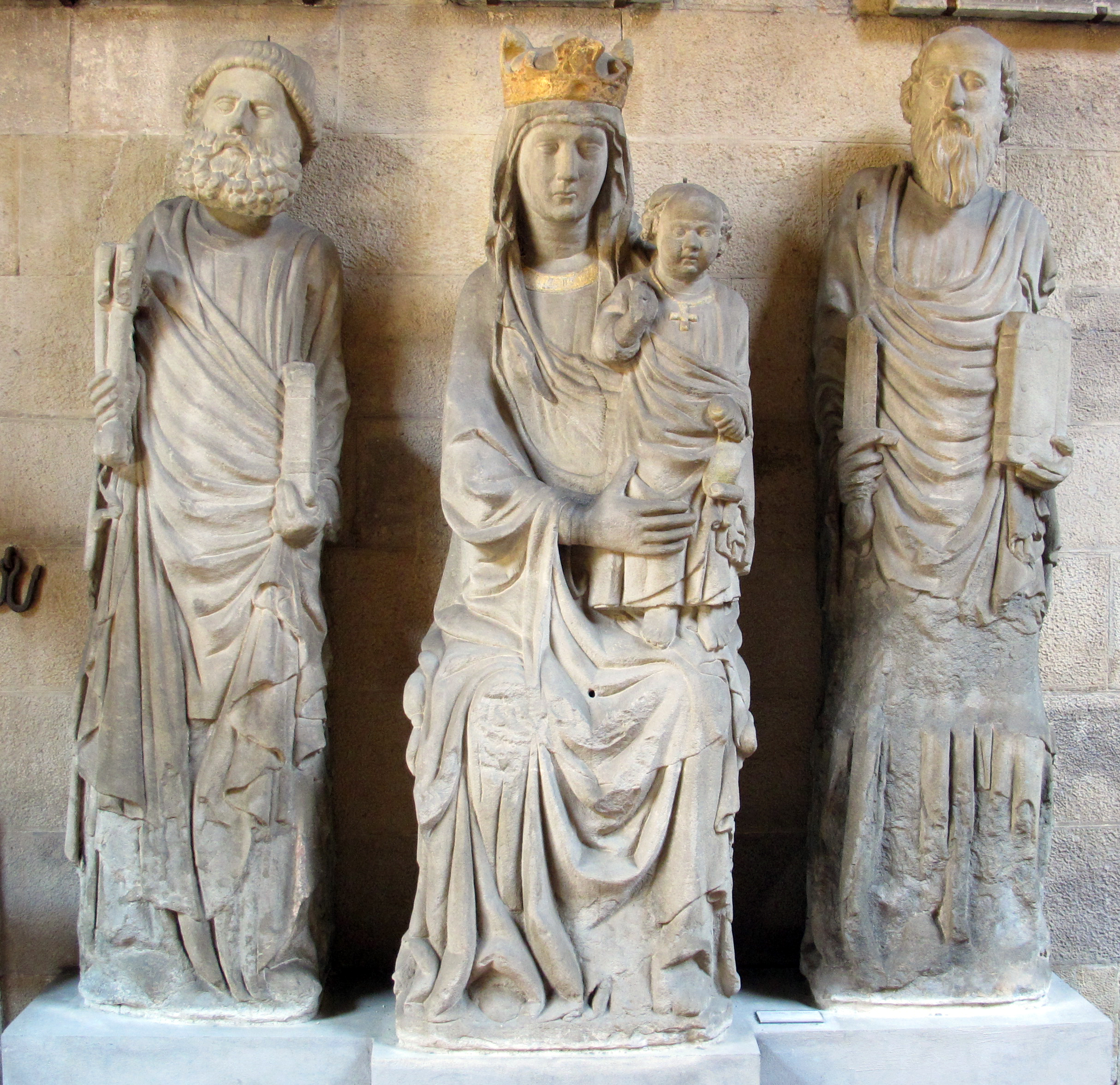
Statue al Bargello provienenti dall'esterno della chiesa

### Lapidi
Ai lati del grande fornice centrale, a guardare verso la campagna, sono due lapidi poste simmetricamente con lunghe iscrizioni in latino (già sul distrutto antiporto e qui trasferite nel Settecento), la prima in memoria del solenne ingresso in città del papa mediceo Leone X durante il viaggio che lo avrebbe portato a incontrare a Bologna il re di Francia Francesco I (1515):
Al 16 se ne trova una dedicata a Francesco Redi e deliberata il 18 ottobre 1956:
| LEO · X · PRIMVS IN FLOR · GENTE EX NOBILIS SIMA MEDICAR · FAMILIA · PONT · MAX · BONO NIAM PROFICISCENS FLOR · PATRIAM SVAM PRIMV IN EO HONORE INTRAVIT DIRVTA HVIVS MVRI PARTE MAGNIFICENTISSIMOQ RER · OMNIVM APPARATV ET LETISSIMO TO TIVS CIVITATIS PLAVSV EXCEPTVS DIE XXX NOVEMBRIS M · D XV · PONT · SVI ANO III |

Traduzione: «Leone X, primo papa di stirpe fiorentina, appartenente alla nobilissima famiglia Medici, mentre era in viaggio verso Bologna, entrò, primo nel renderle questo onore, in Firenze sua patria, dopo ch'era stata abbattuta una parte di questo muro, ricevuto con magnifico apparato e lietissimo plauso di tutta la cittadinanza il 30 novembre 1515, anno terzo del suo pontificato».
La seconda, già con caratteri in bronzo, è in ricordo della venuta dell'imperatore Carlo V, giunto a Firenze per creare Alessandro de' Medici duca della città e dargli in moglie la figlia Margherita (1536):
| CAROLVS · V · CAESAR AVG · CVM INSIGNI OMNIVM CHRISTI ANORVM BENEFICIO IMMANEM ARCHIPIRATAM REGNO TVNETANO PEPVLISSET FVGASSEQ SICVLO NEAPOLITAN OQ SVIS REGNIS CONSTITVTIS ROMA PROFECTVS FLORE NTIAM HAC PORTA CVM MAGNA POMPA INGRESSVS PO POPVLO CVNCTO PRAELAETITIA GESTIENTE AB ALEXANDRO MEDICE CIVITATIS DVCE CVI MARGARITAM FILIAM DE ESPONDERAT ILLVSTRI APPARATV REGALIQ HOSPITIO MEDICAS IN AEDES ACCEPTVS EST · ANNO M · DXXXVI · ID MAIS · TITVLVM · P · COSMVS · MEDICES · MAGNVS DVX ETRVRIAE ANNO M · DLXIX · |

Traduzione: «Carlo V Cesare Augusto, dopo aver respinto e messo in fuga dal regno di Tunisi, con grande beneficio di tutti i Cristiani, il terribile capo dei pirati, consolidati i suoi regni di Sicilia e di Napoli, partito da Roma ed entrato a Firenze per questa porta con grande pompa, mentre tutto il popolo acclamava e salutava pieno di gioia, il 15 maggio 1536 fu ricevuto con splendido apparato e regale ospitalità nella dimora dei Medici, da Alessandro de' Medici, duca della città, al quale aveva dato in sposa la figlia Margherita. Cosimo de' Medici, granduca di Toscana, pose questa lapide nel 1569».
Subito sopra sono due scudi, quello a destra frammentario, ambedue illeggibili. 
Sul lato interno della porta si trova una lapide datata 1327, con scudetto del Comune (giglio fiorentino) e del Popolo (croce del Popolo), che riporta i dati sulle dimensioni che allora aveva la struttura (via, mura, fossati) in braccia fiorentine, in modo che non potessero essere variate a vantaggio dei privati. Lapidi similio di trovano di simili su altre porte urbiche cittadine (da esempio Porta alla Croce) e, analogamente ad esse, è oggi sostituita da una copia fedele (l'originale dovrebbe trovarsi nei depositi comunali o in quelli del Museo di San Marco):
| + ANNI:DNI:MCCCXXVII:INDITIONE:UNDECIMA LA VIA:DEL.COMVNE:DENTRO:ALEMVRA EBRACCIA:XVI:ET LEMVRA:GROSSE BR III:EFOSSI:AMPII:INBOCCA:BR:XXX ET LAVIA:DIFVORI:INSVIFOSSI:BRACCIA:XII ET LEFOSSETTE:DALAVIA:ALECANPORA __H ET COSI:DEE:ESSERE:INTVCTO:BRACCIA:LXI |

Traduzione della parte latina e traslitterazione dell'italiano in lingua corrente: «Anno del Signore 1327, undicesima indizione: la strada del Comune dentro le mura è di 15 braccia (tra 8 e 9 metri), le mura sono spesse 3 braccia (circa 1,75 m), i fossati ampi all'imbocco 30 braccia (17,50 m), la via esterna lungo i fossati 12 braccia (7 m) e le fossette dalla via alla collina delle Campora (misura abrasa, probabilmente quando questi fossi ausiliari vennero chiusi), e così deve essere in tutto 66 braccia (circa 38/39 m)».
Nel fornice centrale si trova infine una lapide che ricorda i lavori di restauro del 1992 all'affresco della lunetta interna:
| AFFRESCO RESTAURATO E RICOLLOCATO SU INIZIATIVA DEL FONDO PER L'AMBIENTE ITALIANO COL CONTRIBUTO DEL ENTE CASSA DI RISPARMIO DI PISA FIRENZE 10. 12. 1992 |

## Piazzale di Porta Romana

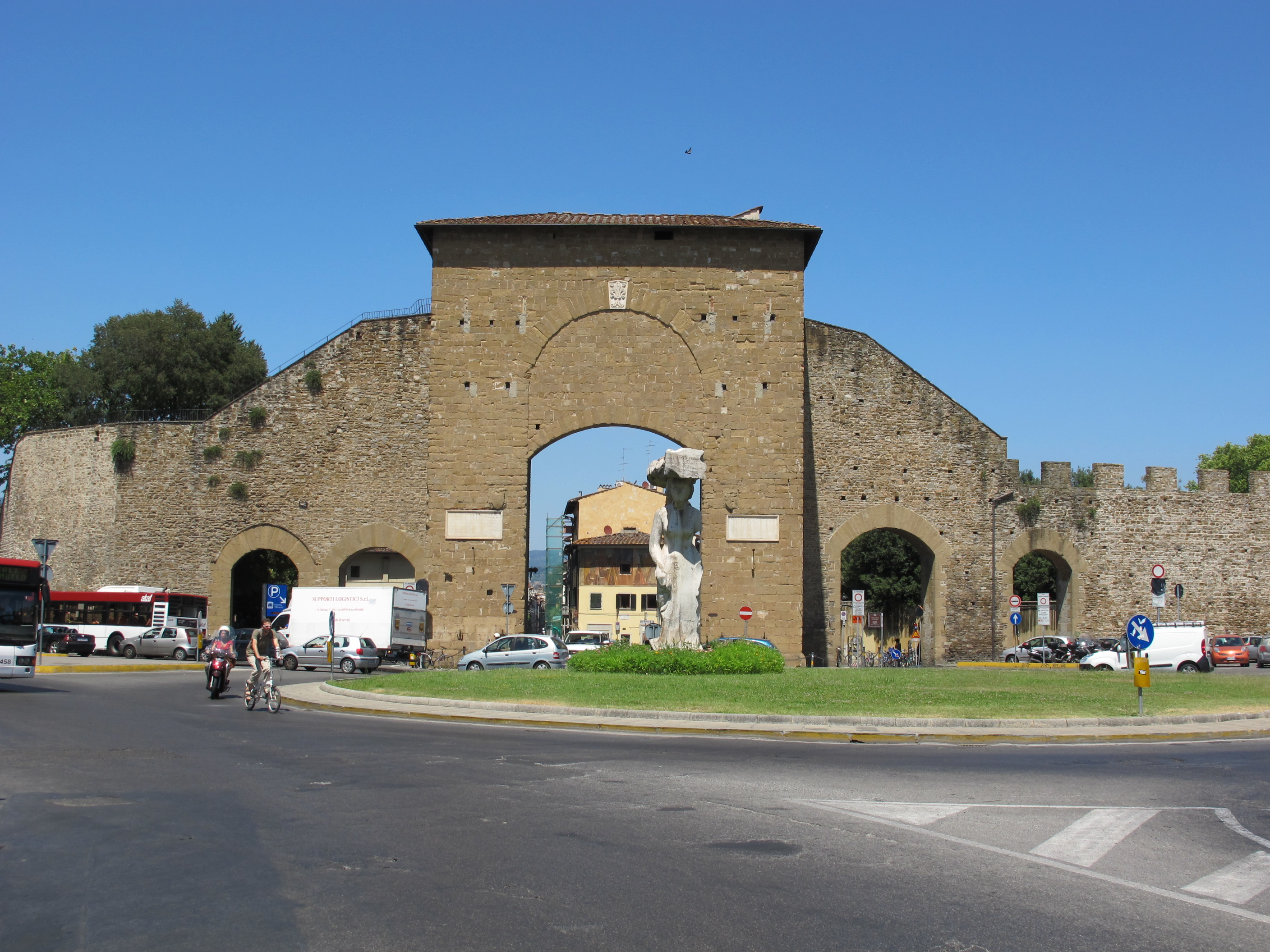
Il piazzale

Sul piazzale antistante alla porta, detto di Porta Romana, si accede dalla piazza della Calza, dal viale Niccolò Machiavelli, dal viale del Poggio Imperiale, da via Senese, da via Ugo Foscolo, o dal viale Francesco Petrarca. Ancora oggi, in quanto determinato dalla confluenza di cinque tra strade e viali, il piazzale (un tempo spazio di fiere e incontri) è soprattutto un nodo di smistamento del traffico veicolare, "un vorticoso crocevia, dove il rumore dei motori sopraffà ogni richiamo di caccia e dei rustici pateracchi di una volta non rimane nessuna traccia" (Bargellini-Guarnieri). Permane ancora parziale memoria della vita sociale che qui si svolgeva nella zona prospiciente l'ingresso all'Istituto statale d'Arte, in parte destinata a sosta dei veicoli, in parte ancora riservata ad alcuni banchi di vendita, compreso un frequentato chiosco di trippe e lampredotto. 
Al centro della rotatoria tenuta a prato, si trova una grande statua contemporanea in marmo di Michelangelo Pistoletto, Dietrofront (1981-1984), presentata dall'artista nella personale tenutasi a forte di Belvedere e quindi collocata qui permanentemente. Opera controversa, raffigura con uno stile non-finito (ispirato a Medardo Rosso) una donna che si dirige verso l'esterno, a sud, mentre sulla testa tiene poggiata una seconda figura in orizzontale, la quale invece guarda indietro, verso la città, a simboleggiare un collegamento tra passato e presente della città. La particolare forma a "L" rovesciata del monumento si rifà a una serie di installazioni di quegli anni, come le scenografie di Anno I, dove i pilastri erano attori che reggevano strutture architettoniche e statue in poliuretano.
All'imbocco del viale Niccolò Machiavelli sono posti due gruppi statuari con il Leone fiorentino e la Lupa senese, già posti all'inizio del viale del Poggio Imperiale e ora qui sostituiti da due Leoni neoclassici provenienti dagli abbattuti ponti di ferro sull'Arno. Precedentemente, e dal 1689, all'imbocco del viale del Poggio Imperiale erano "le statue che rappresentavano Omero, Virgilio, Dante e Petrarca che adornavano un giorno la facciata che s'incominciò a costruire dinanzi a S. Maria del Fiore... già orrendamente deturpate dalle sassate de' monelli ignoranti".